# Yasemin Soysal
Yasemin Soysal ist eine türkische Soziologin, die an der britischen University of Essex forscht und lehrt. Von 2003 bis 2005 amtierte sie als Präsidentin der European Sociological Association.
Soysal machte ihr Bachelor-Examen an der Boğaziçi Üniversitesi in Istanbul und wurde an der US-amerikanischen Stanford University zur Ph.D. promoviert. Bevor sie ihre Stelle an der University of Essex antrat, war sie Associate Professor an der Harvard University. Sie hatte Stationen als Gastforscherin und Gastprofessorin in Madrid, Tokio, Hongkong, Malmö, Bielefeld (Niklas-Luhmann-Gastprofessur 2013) und war 2001/02 Fellow am Wissenschaftskolleg zu Berlin.
Ihre Forschung konzentriert sich auf die transnationalen und globalen Perspektiven der gegenwärtigen Neukonfigurationen des Nationalstaates, der Staatsbürgerschaft und der Menschenrechte.

## Schriften (Auswahl)
- Als Herausgeberin: Transnational trajectories in East Asia. Nation, citizenship, and region. Routledge, Taylor & Francis Group, London/New York 2015; ISBN 978-1-138-81935-1.
- Herausgegeben mit Hanna Schissler: The nation, Europe, and the world. Textbooks and curricula in transition. Berghahn Books, New York 2004, ISBN 978-1-57181-550-7.
- Limits of citizenship. Migrants and postnational membership in Europe. University of Chicago Press, Chicago 1994, ISBN 0-226-76841-4.